# I scream
I scream è il terzo album discografico della cantante giapponese Nana Kitade, pubblicato il 6 dicembre 2006. Si tratta del primo album della cantante appartenente al genere J-Rock ed è il suo secondo album full-leght, dopo 18 -eighteen- e Cutie Bunny, che era un album di cover. I scream contiene la cover di Basket Case, dei Green Day.

## Versioni
L'album è uscito anche in una Limited Edition, contenente un CD, una sveglia, una calza contenente un biglietto di auguri e un messaggio di auguri scritto dalla stessa Kitade su una speciale carta di Natale.

### Tracce
1. Star Killer (4:08)
2. 私は時限爆弾 (Watashi wa Jigenbakudan) (I'm a time bomb) (3:40)
3. ラムのラブソング (Lum no Love Song) (3:09)
4. 論より証拠。 (Ron yori Shouko.) (a Theory of proof) (4:25)
5. 13日の金曜日 (13nichi no Kinyoubi) (Friday the Thirteen) (4:26)
6. dark snow angel (5:38)
7. sweet frozen kiss (3:44)
8. 赤い髪の女の子 (Akai Kami no Onna no Ko) (Red haired Girl) (3:32)
9. m'aider (Help me) (4:10)
10. 希望のカケラ (Kibou no Kakera) (Pieces of Hope) (4:45)
11. Innocent world (5:05)
12. 不自由な朝 (Fujiyuu na Asa) (Discomforting Morning) (3:57)
13. BASKET CASE (cover Green Day) (3:25)